# Denis Kelleher
Denis Kelleher (Dungarvan, 20 novembre 1918 – 20 febbraio 2002) è stato un calciatore nordirlandese, di ruolo attaccante.

## Biografia
Nacque nello Stato Libero d'Irlanda ma in realtà era nazionale nordirlandese.

## Carriera

### Nazionale
Venne convocato nella nazionale britannica che partecipò ai Giochi olimpici del 1948, disputò tre dei quattro incontri giocati dalla sua nazionale in quell'edizione.

## Palmarès

### Club

#### Competizioni nazionali
- Athenian League: 2

Barnet: 1946-1947, 1947-1948
- FA Amateur Cup: 1

Barnet: 1945-1946

#### Competizioni regionali
- London Senior Cup: 1

Barnet: 1946-1947